# サバイルFK
サバイルFK（Səbail FK）は、アゼルバイジャンのバクーをホームタウンとするサッカークラブである。

## 歴史
2016年にバクーで創設された。2016-17シーズンにIディヴィジオンでデビューを果たし、優勝したトゥラン・トヴズに次ぐ2位の成績を残した。トゥラン・トヴズは降格したAZALに代わりアゼルバイジャン・プレミアリーグに昇格予定であったが、ライセンスが発行されなかったため、代わりにサバイルがプレミアリーグに昇格した。
2018-19シーズンにプレミアリーグで3位になり、UEFAヨーロッパリーグ 2019-20出場権を獲得した。クラブ史上初のトップ3入りとなり、トップ3入りを果たした通算17番目のクラブとなった。UEFAヨーロッパリーグ 2019-20予選1回戦でルーマニアのウニヴェルシタテア・クラヨーヴァと対戦したが、2試合合計スコア4-6で敗退した。4得点以上を記録しながら次のラウンド進出を逃したアゼルバイジャンで最初のクラブとなった。

## タイトル

### 国内タイトル
- なし

### 国際タイトル
- なし

## 過去の成績
| シーズン | ディビジョン             | ディビジョン | ディビジョン | ディビジョン | ディビジョン | ディビジョン | ディビジョン | ディビジョン | ディビジョン | カップ       |
| シーズン | リーグ                   | 順位         | 試           | 勝           | 分           | 敗           | 得           | 失           | 点           | カップ       |
| -------- | ------------------------ | ------------ | ------------ | ------------ | ------------ | ------------ | ------------ | ------------ | ------------ | ------------ |
| 2016-17  | ブリンジ・ディヴィジオヌ | 2位          | 26           | 18           | 3            | 5            | 80           | 25           | 57           | 1回戦敗退    |
| 2017-18  | プレミアリーグ           | 7位          | 28           | 6            | 5            | 17           | 19           | 39           | 23           | 準々決勝敗退 |
| 2018-19  | プレミアリーグ           | 3位          | 28           | 12           | 5            | 11           | 34           | 37           | 41           | 準々決勝敗退 |
| 2019-20  | プレミアリーグ           | 7位          | 20           | 5            | 5            | 10           | 16           | 30           | 20           | 準々決勝敗退 |
| 2020-21  | プレミアリーグ           | 8位          | 28           | 5            | 9            | 14           | 21           | 42           | 24           | 準々決勝敗退 |
| 2021-22  | プレミアリーグ           | 8位          | 28           | 4            | 3            | 21           | 17           | 57           | 15           | 準々決勝敗退 |
| 2022-23  | プレミアリーグ           | 位           |              |              |              |              |              |              |              |              |

## 欧州の成績
| シーズン | 大会                 | ラウンド  | 対戦相手                         | ホーム | アウェー | 合計 |  |
| -------- | -------------------- | --------- | -------------------------------- | ------ | -------- | ---- |  |
| 2019-20  | UEFAヨーロッパリーグ | 予選1回戦 | ウニヴェルシタテア・クラヨーヴァ | 2-3    | 2-3      | 4-6  |  |

## 歴代所属選手
- ファルク・ミヤ 2018
- マイケル・エッシェン 2019-2020